# 拉塞尔庞
拉塞尔庞（法語：La Serpent）是法国奥德省的一个市镇，属于利穆区（Limoux）库伊扎县（Couiza）。该市镇2009年时的人口为92人。

## 人口
拉塞尔庞人口变化图示
| 数据来源：INSEE |